# 버지니아 회사

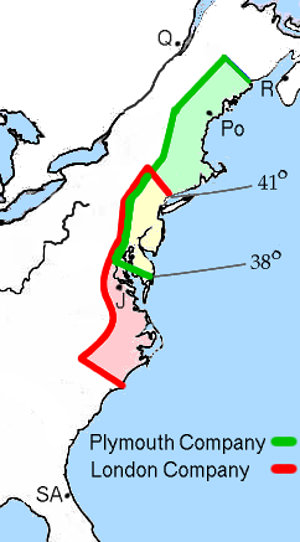
버지니아 회사의 임대 영역

버지니아 회사(Virginia Company)는 북아메리카에 식민지를 건설하기 위해, 1606년 4월 10일에 영국 왕 제임스 1세가 칙령을 내려 허가한 영국의 합자회사 (joint stock company)이자 칙허 회사이다. 두 개의 회사가 있었고, "런던 버지니아 회사"(런던 회사), "플리머스의 버지니아 회사"(플리머스 회사)는 동일한 칙허 회사였지만 다른 영역을 운영하였다. 영역이 겹치는 곳도 있었고, 겹친 영역은 서로 160 km 이내에 다른 식민지를 건설하는 것이 인정되지 않았다. 플리머스 회사는 그 승인된 곳을 이행하지 못했으며, 이후 그 영역은 뉴잉글랜드가 되었지만, 그곳은 당시 프랑스도 영유권을 주장하고 있는 곳이었다. 이 회사의 허가는 각 지방 자치를 요구했지만, 영국의 버지니아 위원회를 통해 궁극적인 권위는 국왕이 가지고 있었다.

## 플리머스 회사
플리머스 회사는 북위 38 도선에서 45 °사이 (체사피크 만 상류 쪽에서 현재 미국과 캐나다 국경 사이)의 식민지 건설을 인정받았다.
1607년 8월 13일, 플리머스 회사는 현재 메인주에 있는 케네벡 강 따라 팝햄 식민지를 건설했다. 그러나 약 1년 후에 이 식민지는 버려졌고, 플리머스 회사는 활동을 중단했다. 플리머스 회사의 사업을 인수한 머천트 어드벤처러스는 기금을 모아 메이플라워 호를 타고 도착한 종교 집단 필그림 파더스에게 현재 뉴잉글랜드에서 1620년 영구적인 플리머스 식민지를 건설하게 했다.

## 런던 회사
런던 회사는 그 칙허 조건에 따라 북위 34 도선과 41도선 사이(대략 페어 케이프와 롱아일랜드 사운드) 사이에 100 평방 마일에 식민지를 건설하는 것이 허가되었고, 또 대서양과 캐나다 내륙의 큰 공간도 소유했다.
1607년 5월 14일, 런던 회사는 현재 버지니아주 체사피크 만으로 흘러드는 주요 하천인 제임스 강을 따라 약 64 km 내륙에 제임스타운을 건설했다. 제임스타운 개척지의 추세는 5년간 불안정한 상태였다. 제임스타운 자치위원회 3대 위원장이 된 존 스미스 선장은 강력한 지도자이자 절친한 외교관이기도 했기 때문에 포우하탄 원주민과의 적극적인 관계를 맺을 수 있었다.
1609년 런던 회사는 새로운 칙허를 내려 플리머스 회사의 영역을 추가시켰다. 1609년에는 또한 대대적인 제3차 보급대가 조직되었다. 9척의 선박으로 구성된 보급 선단을 구성하여, 새로운 목적을 위해 건조한 《씨벤처 호》(Sea Venture)는 통상적인 해상 시운전도 없이 임무에 투입되어, 그 지도자의 대다수, 음식과 보급 물자를 탑재한 씨벤처 호에 타고 있던 유명한 사람으로는 선단 제독이었던 조지 서머스, 부제독인 크리스토퍼 뉴 포트, 버지니아 식민지의 새로운 총독 토마스 게이츠, 이후 작가가 된 윌리엄 스트레치 및 사업가 존 롤프와 임신 중 아내가 있었다. 제3차 보급선단은 3일 동안 계속된 허리케인으로 뿔뿔이 흩어졌다. 씨벤처 호는 바닷물에 침수되었고, 조지 서머스 제독은 침몰을 피하기 위해 환초로 배를 유도하여 150명의 남녀와 몇 마리의 강아지의 생명을 구한 후 이 배는 파괴 되었다.
그 무인도는 공식적으로 서머스 제독을 따서 서머스 제도라고 이름 붙여졌지만, 현재는 버뮤다로 불리게 되었다. 생존자들은 씨벤처 호의 잔해를 이용하여 두 척은 작은 배인 《딜리버런스 호》(Deliverance)와 《페이션스 호》(Patience)를 건조하였다. 10개월 후 그들은 제임스타운을 향해 항해를 다시 시작했고 서머스 제도에는 그 영유권 주장을 위해 몇 명의 사람을 남겼다. 1610년 5월 23일 제임스타운에 도착했지만, 600명이던 식민지 사람 중 80% 이상이 "굶주림의 시기"라고 불린 시기 동안 아사했다. 버뮤다에 살아남은 자들은 번영하는 식민지인 제임스타운을 발견하기를 기대하고 있었기 때문에, 음식과 보급 물자도 거의 갖고 있지 않았다. 제임스타운 식민지 사람은 3주 후에 제3대 드 라 워 남작 토마스 웨스트(현재는 델라웨어 경)이 지휘하는 시기 적절한 보급대의 도착으로 숨통을 틀 수 있게 되었다.
1612년 런던 회사의 왕실 칙허는 버지니아 식민지의 일부로 서머스 제도를 포함하도록 확대되었다. 그러나 1615년 이 제도는 런던 회사와 같은 주주에 의해 설립된 다른 회사인 서머스 제도 회사에 전달되었다.
런던 회사의 투자자들이 실망스럽게도 버지니아에서는 금도, 은도 발견되지 않았다. 그러나 이 회사는 다양한 종류의 무역을 시작했다. 최대 무역 하구는 식민지 사람 존 롤프가 카리브해에서 몇종 양호한 맛을 내는 좋은 담배의 품종을 도입했을 때 시작되었다. 당시 버지니아 토산 담배는 약간 강한 냄새가 났다. 롤프가 상업적 재배에 성공한 새로운 품종의 담배는 런던 회사 및 기타 초기 영국 식민지에 강력한 환금 작물이었으며, 스페인과 무역 적자를 개선시킬 수 있는 특산품이었다.
1622년 식민지를 유린한 제임스타운의 학살 사건은 특히 이 회사를 칙허했던 국왕 제임스 1세에게 원치 않는 주목을 받게 했다. 당초 칙허를 지키려던 회사와 회사를 끝내려고 했던 자들 사이에 영국에서 논의가 계속되었다. 1624년 국왕이 회사를 해산하고 버지니아를 왕실령 식민지를 만들었다.

## 같이 보기
- 제임스타운 거주지
- 버지니아의 역사